# Burbuja de transcripción

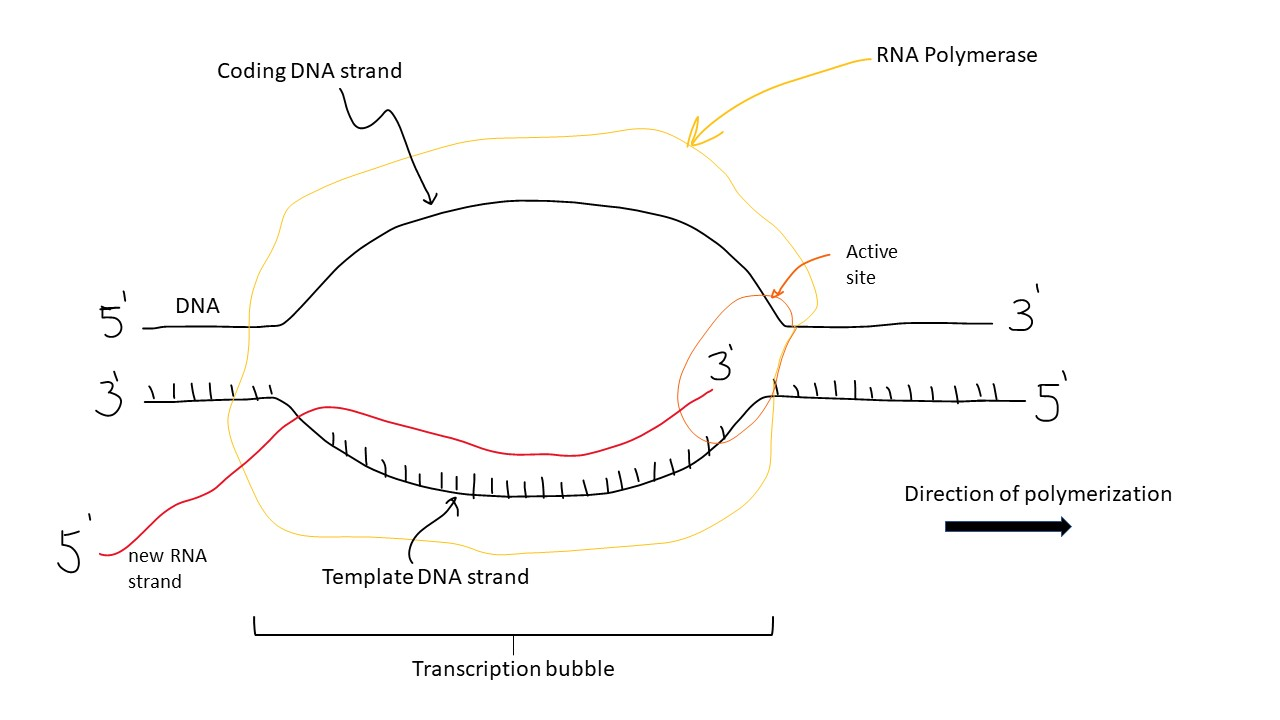
Una estructura molecular compuesta de ADN desenrollado y no apareado, donde un tramo corto de nucleótidos se expone en cada hebra de la doble hélice, lo que permite la unión de la ARN polimerasa y la síntesis de ARN naciente dentro de esta región.

Una burbuja de transcripción es una estructura molecular que se forma durante la transcripción del ADN cuando se desenrolla una porción limitada de la doble hebra del ADN. El tamaño de una burbuja de transcripción varía de 12 a 14 pares de bases. Se forma una burbuja de transcripción cuando la enzima ARN polimerasa se une a un promotor y hace que dos cadenas de ADN se desprendan. Presenta una región de ADN desapareado, donde se expone un tramo corto de nucleótidos en cada hebra de la doble hélice.

## ARN polimerasa
La ARN polimerasa bacteriana, una de las principales enzimas implicadas en la formación de una burbuja de transcripción, utiliza una plantilla de ADN para guiar la síntesis de ARN. Está presente en dos formas principales: como enzima central, cuando está inactiva, y como holoenzima, cuando está activada. Un factor sigma (σ) es una subunidad que ayuda al proceso de transcripción y estabiliza la burbuja de transcripción cuando se une a bases desaparecidas. Estos dos componentes, la ARN polimerasa y el factor sigma, cuando se emparejan, construyen una holoenzima de ARN polimerasa que luego está en su forma activa y lista para unirse a un promotor e iniciar la transcripción del ADN. Una vez que se une al ADN, la ARN polimerasa pasa de un complejo cerrado a uno abierto, formando la burbuja de transcripción. La ARN polimerasa sintetiza el nuevo ARN en la dirección 5 'a 3' añadiendo bases complementarias al extremo 3 'de una nueva hebra. La composición de holoenzimas se disocia después del inicio de la transcripción, donde el factor σ desconecta el complejo y la ARN polimerasa, en su forma central, se desliza a lo largo de la molécula de ADN. 

## El ciclo de transcripción de la ARN polimerasa bacteriana
La holoenzima de la ARN polimerasa se une a un promotor de una cadena de ADN expuesta y comienza a sintetizar la nueva cadena de ARN. El ADN de doble hélice se desenrolla y se puede acceder a una secuencia de nucleótidos corta en cada hebra. La burbuja de transcripción es una región de bases desaparecidas en una de las cadenas de ADN expuestas. El punto de inicio de la transcripción está determinado por el lugar donde la holoenzima se une a un promotor. El ADN se desenrolla y es monocatenario en el sitio de inicio. La interacción del promotor del ADN se interrumpe a medida que la ARN polimerasa desciende por la hebra de ADN molde y se libera el factor sigma.  El factor σ es necesario para el inicio, pero no para los pasos restantes de la transcripción del ADN. Una vez que el factor σ se disocia de la ARN polimerasa, la transcripción continúa. Se requieren aproximadamente 10 nucleótidos sintetizados de una nueva hebra de ARN para que esto pase al paso de elongación. El proceso de transcripción durante el alargamiento es muy rápido. El alargamiento tiene lugar hasta que la ARN polimerasa encuentra una señal de terminación (terminador) que detiene el proceso y provoca la liberación tanto de la plantilla de ADN como de la nueva molécula de ARN. El ADN generalmente codifica la señal de terminación.

## Transcripción eucariota
La mayoría de los genes eucariotas son transcritos por la ARN polimerasa II, procediendo en la dirección 5' a 3'. En eucariotas, subunidades específicas dentro del complejo ARN polimerasa II le permiten realizar múltiples funciones. Los factores de transcripción generales ayudan a unir la ARN polimerasa II al ADN. Los promotores son lugares en los que la ARN polimerasa II se une para iniciar la transcripción y, en eucariotas, el punto de inicio de la transcripción se coloca en +1 nucleótido. Como todas las ARN polimerasas, viaja a lo largo del ADN molde, en la dirección 3 'a 5' y sintetiza una nueva cadena de ARN en la dirección 5 'a 3', agregando nuevas bases al extremo 3' del nuevo ARN. Se produce una burbuja de transcripción como resultado del desenrollamiento del ADN bicatenario. Después de que se desenrollan aproximadamente 25 pares de bases de la doble hebra de ADN, la síntesis de ARN tiene lugar dentro de la región de burbuja de transcripción. El superenrollamiento también es parte de este proceso, ya que las regiones de ADN frente a la ARN polimerasa II se desenrollan, mientras que las regiones de ADN detrás de ella se rebobinan, formando nuevamente una doble hélice.
La ARN polimerasa lleva a cabo la mayoría de los pasos durante el ciclo de transcripción, especialmente en el mantenimiento de la burbuja de transcripción abierta para el apareamiento de bases complementarias. Hay algunos pasos del ciclo de transcripción que requieren más proteínas, como el complejo Rpb4/7 y la ARN polimerasa unida al factor de elongación del factor de transcripción IIS (TFIIS).